# Komendant Paryża
Komendant Paryża – opera Witolda Rudzińskiego, w trzech aktach (6 obrazach), z librettem Tadeusza Marka. Jej prapremiera miała miejsce w Poznaniu 27 marca 1960 roku. Jedna z najbardziej reprezentacyjnych oper (obok m.in. "Janka Muzykanta" tego samego kompozytora) polskiego socrealizmu w muzyce.

## Osoby
- generał Dąbrowski – baryton
- stary komunard – bas
- Marianna – sopran
- Ludwik – tenor
- stary komunard – bas
- żołnierz Gwardii Narodowej – bas
- Polak – tenor
- garibaldczyk – tenor
- komunardka – mezzosopran
- Veysset – tenor
- Durand – bas
- Marceau – baryton
- Lhuillier – tenor
- Brisson – tenor
- minister Thiers – tenor
- minister Piccard – baryton
- sekretarz – tenor
- Rożałowski – baryton
- Roullot – tenor
- Pelagia Dąbrowska – mezzosopran
- komunardzi, wersalczycy

## Treść
Akcja rozgrywa się w Paryżu w 1871 roku. Libretto opery osnute zostało na tle bohaterskich walk Komuny Paryskiej i jednego z jej głównych przywódców – generała Jarosława Dąbrowskiego, poległego na powstańczej barykadzie.